# Mistrovství Evropy v zápasu ve volném stylu 1935
Mistrovství Evropy v zápasu ve volném stylu mužů proběhlo v roce 1935 v Bruselu (Belgie).  

## Muži
| Kategorie | Zlato              | Stříbro              | Bronz            |
| --------- | ------------------ | -------------------- | ---------------- |
| 56 kg     | Marcello Nizzola   | Márton Lőrincz       | Jakob Brendel    |
| 61 kg     | Kustaa Pihlajamäki | Ferenc Tóth          | Adalberto Taucer |
| 66 kg     | Károly Kárpáti     | Hermanni Pihlajamäki | Wolfgang Ehrl    |
| 72 kg     | Stig Andersson     | Fritz Schäfer        | Willy Angst      |
| 79 kg     | Ivar Johansson     | Eugen Angst          | Kálmán Sóvári    |
| 87 kg     | Edvard Virág       | Axel Cadier          | Ago Neo          |
| +87 kg    | Karl Hegglin       | Kurt Hornfischer     | Nils Åkerlindh   |